# Proceratophrys belzebul
Proceratophrys belzebul es una especie de anfibio anuro de la familia Odontophrynidae.

## Distribución geográfica
Esta especie es endémica del estado de São Paulo en Brasil.

## Descripción
Los machos miden de 40.5 a 51.3 mm.

## Etimología
Su nombre de especie, belzebul, proviene de Belcebú, y le fue dado en referencia a los dos apéndices palpebrales que se parecen a los cuernos y la coloración oscura de esta especie.

## Publicación original
- Dias, Amaro, de Carvalho-e-Silva & Rodrigues, 2013 : Two new species of Proceratophrys Miranda-Ribeiro, 1920 (Anura; Odontophrynidae) from the Atlantic forest, with taxonomic remarks on the genus. Zootaxa, n.º 3682 (2), p. 277–304.[3]